# Picture Page
Picture Page was een van de eerste televisieprogramma's. BBC Television Service zond het in de periodes 1936-1939 en 1946-1952 uit. Het was een actualiteitenrubriek die door Joan Gilbert en Leslie Mitchell werd gepresenteerd. In Picture Page werden ook gasten geïnterviewd en traden muziekgroepen op. De Canadese actrice Joan Miller verzorgde de overgang tussen de verschillende onderdelen door deze als telefoniste met elkaar te verbinden. De eerste afleveringen werden geregisseerd en mede-geproduceerd door George More O'Ferrall. In het voorlaatste jaar van uitzending was Picture Page het langstlopende programma op de Britse televisie. In 1949 werden de afleveringen voor het eerst opgenomen, dus er bestaat geen bewegend beeld van de eerdere afleveringen.